# Jurica Čenar
Jurica Čenar (Dolnja Pulja, 1956.) je hrvatski književnik, novinar, javni i kulturni djelatnik iz Gradišća. Piše pjesme, podlistke, objavio je jedan roman i suradnik je na jednom memoarskom izdanju. Suautor je nekoliko knjiga. Danas živi u Uzlopu. 

## Životopis
Rodio se je u Dolnjoj Pulji 1956. godine. U kritično vrijeme za gradišćanske Hrvate bio je jedan od vodećih predstavnika njihove mlade intelektualne elite, predsjednik Hrvatskog akademskog kluba, urednik mjesečnika Put i tjednih novina Hrvatskih novina. Profesionalni je novinar i urednik u hrvatskom uredništvu Radio Gradišća. Vodeće je ime unutar zajednice gradišćanskih Hrvata i pripadnik etničke elite koja sebe vidi dijelom hrvatskoga naroda kao cjeline.

## Djela
- Misli misli, zbirka pjesama, 1983.
- Svojemu svoj, roman, 1993.
- Kolo Slavuj, zbirka pjesama 1981.
- Mi svi, zbirka pjesama,
- urednik memoara Matijaša Semelikera Bog u Dahavi, 1988.
- Posvete, zbirka pjesama, 2006.

Sudionik je pjesničkih večeri u Prekom na Ugljanu Večeri na Brižićevin dvorima.
Zastupljen je u antologiji hrvatskog pjesništva druge polovice dvadesetog stoljeća, priređivača prof. dr Stijepe Mijovića-Kočana "Skupljena baština".